# Seznam latvijskih košarkarjev
Seznam latvijskih košarkarjev.

## B
- Ainars Bagatskis
- Dairis Bertāns
- Dāvis Bertāns
- Jānis Bērziņš
- Kaspars Bērziņš
- Andris Biedriņš
- Jānis Blūms

## C
- Kaspars Cipruss

## Č
- Agnis Čavars

## F
- Rolands Freimanis

## G
- Raitis Grafs
- Jānis Gailītis
- Māris Gulbis

## H
- Oļģerts Hehts
- Uvis Helmanis

## J
- Kristaps Janičenoks
- Edgars Jeromanovs
- Rūdolfs Jurciņš

## K
- Kaspars Kambala
- Edgars Krūmiņš
- Jānis Krūmiņš (1930-1994)
- Rihards Kuksiks

## L
- Māris Ļaksa
- Karlis Lasmanis
- Toms Leimanis

## M
- Mārtiņš Meiers
- Mareks Mejeris
- Nauris Miezis
- Raimonds Miglinieks

## P
- Zanis Peiners
- Kristaps Porziņģis

## S
- Jānis Strēlnieks

## Š
- Toms Šaraks
- Andrejs Šeļakovs
- Armands Šķēle
- Rolands Šmits
- Roberts Štelmahers

## T
- Jānis Timma

## U
- Juris Umbraško

## V
- Raimonds Vaikulis
- Edmunds Valeiko
- Kristaps Valters
- Valdis Valters
- Kaspars Vecvagars
- Gundars Vētra
- Aigars Vītols